# Коуп, Венди
Ве́нди Ко́уп (англ. Wendy Cope; род. 21 июля 1945, графство Кент) — английская поэтесса, педагог, журналистка и редактор-корреспондентка.

## Биография
Венди Коуп родилась на Юго-Востоке Англии в графстве Кент. Коуп окончила исторический факультет Оксфордского университета, где была студенткой в женском колледже Св. Хильды.
После университета Венди Коуп 15 лет проработала учительницей в начальной школе. В 1981 году она стала одним из редакторов лондонского журнала «Контакт» (Contact), а через 5 лет — корреспондентом британского еженедельника «Зритель» (The Spectator), с которым она сотрудничала до 1990 года.
Венди Коуп — автор четырёх основных поэтических сборников. Её первый сборник «Готовя какао Кингсли Эмису» (Making Cocoa for Kingsley Amis, 1986) сразу же принёс автору широкую известность. После этого вышли сборники «Серьёзные заботы» (Serious Concerns, 1992), «Когда я не знаю» (If I Don’t Know, 2001) и «Два средства от любви» (Two Cures for Love, 2008). Под редакцией Венди Коуп вышло несколько поэтических сборников, а в 2007 году она вошла в состав жюри Букеровской премии. В апреле 2011 году Национальная Библиотека Британии заплатила 32 тыс. фунтов за 40 тыс. электронных писем автора.
В 1987 году Венди Коуп была удостоена премии Союза Писателей Англии (The Cholmondeley Award). В 1995 году она получила премию Американской Академии Искусств (The Michael Braude Award), а в 2010 году была удостоена звания офицера Ордена Британской Империи (OBE).
Сейчас Венди Коуп проживает на юге Англии в городе Винчестер.

## Творчество
Венди Коуп — автор весёлых ироничных стихов ([www.stihi.ru/2010/09/02/8164 Два средства от любви], [www.stihi.ru/2010/12/21/5 Замкнутый круг]). Как писал о ней Архиепископ Кентерберийский, большой поклонник её таланта: «Венди Коуп — несомненно, самый остроумный современный английский поэт, сказавший нам много серьёзных вещей».
Кроме того, Ведни Коуп — автор многочисленных литературных шуток и пародий (Эмили Дикинсон, Уголок инженеров).
На известное стихотворение Венди Коуп [www.stihi.ru/2010/08/23/7450 После обеда] была написана песня «На мосту».

## Развитие стиля
Развитие стиля Венди Коуп охватывает почти пятьдесят лет благодаря её периодическим поэтическим сборникам. Хотя она выпустила более двух десятков публикаций, её самыми известными книгами являются сборники стихов для взрослых. Не считая ограниченных и избранных изданий, у Коуп есть пять выпусков для взрослых: «Приготовление какао для Кингсли Эмиса» (1986), «Серьезные опасения» (1992), «Если я не знаю» (2001), «Семейные ценности» (2011) и её самое последнее «Неподтвержденное свидетельство» (2018). Изменения, произошедшие как в её стиле письма, так и в жизни, можно проследить по этим пяти коллекциям.[требуется цитирование]
Коуп сама признает, что её первые два релиза сильно отличаются от более поздних. Сообщается, что её счастье играет важную роль в её творчестве, и её первые два сборника были написаны, когда она была довольно несчастлива. В обоих сборниках стихи различаются по содержанию, но схожи по структуре. Как правило, каждое стихотворение отличается беззаботным восхитительным тоном, наполненным колкими шутками и сухим сжатым остроумием. Кульминационный момент часто «сосредоточен на мужчинах с точки зрения одинокой гетеросексуальной женщины». В сочетании с безграничным восхищением жизнью и простыми вещами в ней приготовление какао для Кингсли Эмиса и серьёзные опасения привели Коупа к мгновенной популярности. Стиль и юмор Коуп стали настолько последовательными, что как поклонники, так и критики начали называть произведения, написанные в этом стиле, «стихами Венди Коуп» - гимнами «нескольким поколениям разочарованных и конфликтующих женщин». Такие детали, как аккуратные схемы рифмовки, юмористические наблюдения и неожиданные политически окрашенные удары по таким понятиям, как брак или патриархат, - все это стало предметом восхищения в первых двух коллекциях Коуп и принесло ей известность и аудиторию, которая стала жаждать большего.
Следующие три публикации заметно отличаются друг от друга, более мрачные и менее популярные, и ни для кого не секрет, почему. После бурного успеха Serious Concerns в 1990-х годах жизнь Коупа полностью изменилась. Имея деньги и ресурсы, чтобы посвятить себя писательству, она бросила преподавательскую деятельность и стала жить с Лахланом Маккинноном, поэтом, за которого позже вышла замуж в 2013 году. По мере того как её общее счастье росло, её поэзия заметно менялась. Мрачные, замысловатые стихи в свободном стихе вытеснили незамысловатые забавные рифмы прошлого. Коуп начала намекать на свою борьбу с депрессией - тему, присутствующую во всех её работах, но с каждой коллекцией это становилось все более очевидным. Хотя в её ранних сборниках были вставки на эту тему, критики и поклонники обычно игнорировали их в пользу её более жизнерадостных стихотворений. Последние два десятилетия привели к чувству удовлетворенности, наряду с противостоянием депрессии, которые заняли главное место в «Если я не знаю», «Семейных ценностях» и «Неподтвержденных данных». Свобода и досуг, которые приходят с успехом, без сомнения, позволили Коупу сосредоточиться на более глубоких, противоречивых проблемах, а не на том, чтобы гарантированно понравиться толпе.
С точки зрения популярности, понятно, что предпочитают фанаты. «Серьезные опасения» остаются самой популярной книгой Коупа даже тридцать лет спустя. В первой десятке списка «обязательных к прочтению» стихотворений Коупа каждое из пяти лучших относится либо к «Приготовлению какао для Кингсли Эмиса», либо к «Серьезным проблемам». Нет никаких сомнений в том, что именно эти стихи находят отклик у читателей. Однако сама Коуп не согласна с «гимна Венди Коуп» и не верит, что её поэзию можно классифицировать таким образом. Прогресс и рост Коуп, наряду с её готовностью обсуждать сложные темы в своих работах, очевидны и, несомненно, заслуживают похвалы. Некоторые поклонники недовольны изменениями и предпочитают этот первоначальный беззаботный подход, но одна из лучших поэтесс-комиков за последние пятьдесят лет имеет все полномочия развивать свой стиль и не ограничиваться ожиданиями, порожденными её достижениями.
Согласно многочисленным источникам, любимая публикация Коуп - «Неподтвержденные данные», а одно из её любимых стихотворений - «Цветы из серьезных проблем», которое также является одним из её самых известных

### Поэзия Коуп для взрослых
- (1986) «Делаем какао для Кингсли Эмиса» (Фабер и Фабер)
- (1992) «Серьезные опасения» (Фабер и Фабер)
- (2001) «Если я не знаю» (Фабер и Фабер)
- (2011) «Семейные ценности» (Фабер и Фабер)
- (2018) «Неофициальные свидетельства» (Фабер и Фабер)

### Сборники стихов Коуп для детей
- (1988) Twiddling Your Thumbs (Фабер и Фабер)
- (1991) «Девушка с реки» (Фабер и Фабер)

### Ограниченные выпуски и подборки
- (1980) «Через город» [ограниченное издание] (Priapus Press)
- (1984) «Надежда и 42» (Чтения других отделений)
- (1986) «Поэма из таблицы цветов красок для дома» [ограниченное издание] (Priapus Press)
- (1988) «Любит ли она игры в слова?» (Поэзия Anvil Press)
- (1988) «Мужчины и их скучные аргументы» (Уайкхэм)
- (1994) «Белка и ворона» (Поэты Просперо)
- (1998) Быть скучным [ограниченный тираж 180 копий] (Arialia Press)
- (2008) «Два лекарства от любви: Избранные стихотворения 1979–2006» (Фабер и Фабер)
- (2016) Триумфальное да Чистотел Пресс 150 копий с подписью автора